# Stadtmauer (Mellrichstadt)

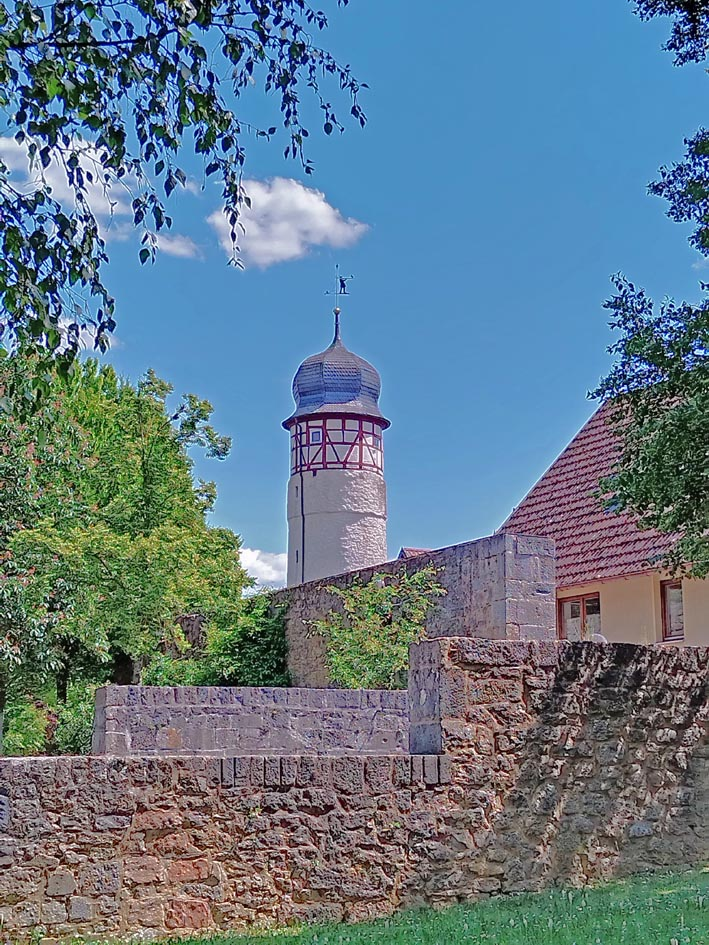
Der Bürgerturm von Mellrichstadt

Die mittelalterliche Stadtmauer von Mellrichstadt wurde seit dem 11. Jahrhundert errichtet. Danach entwickelte sich die Stadtmauer mit der Größe der Altstadt. Sie hat eine Länge von ungefähr zwei Kilometern.

## Literatur

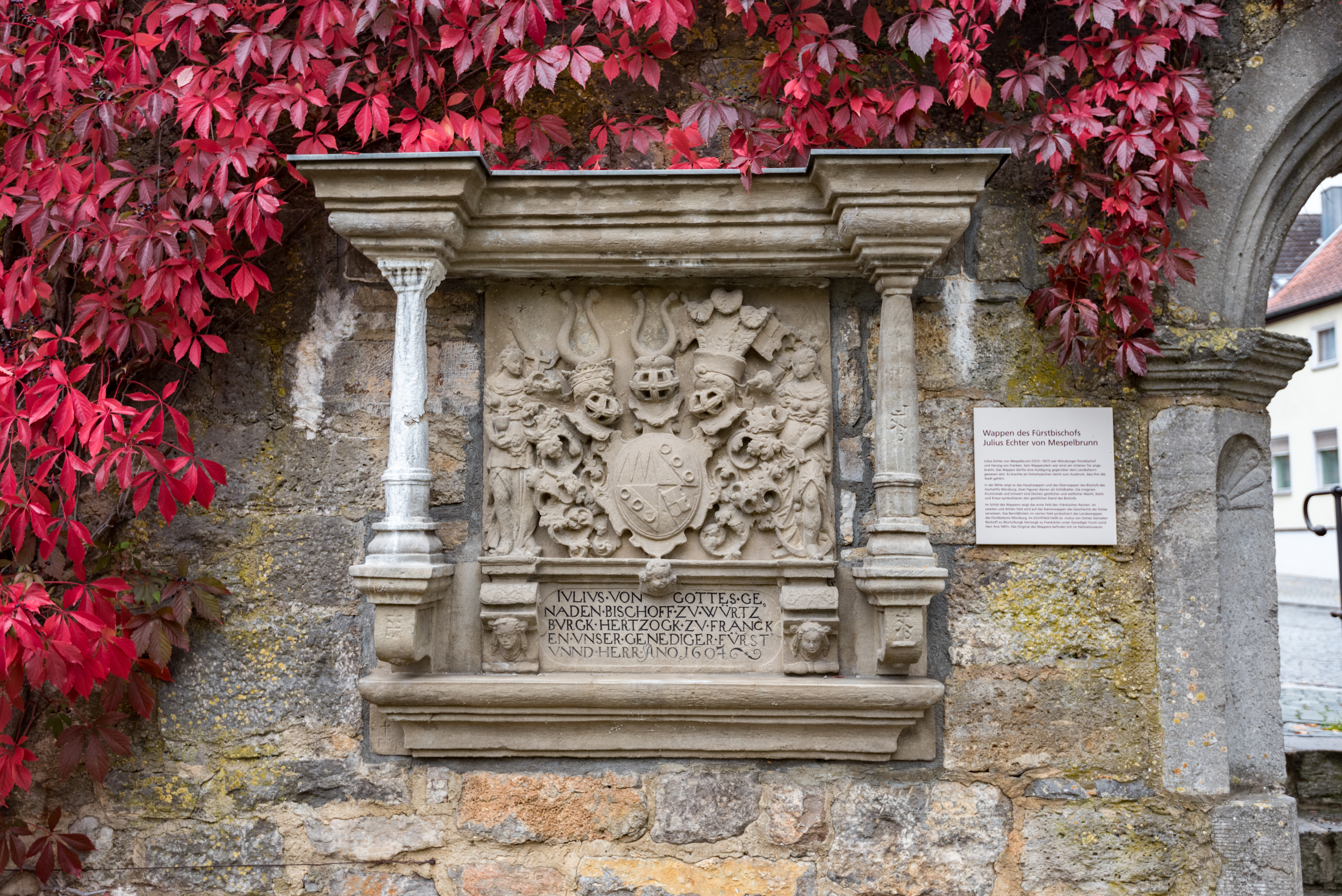
Julius Echters Wappen beim südlichen Stadteingang

## Geschichte

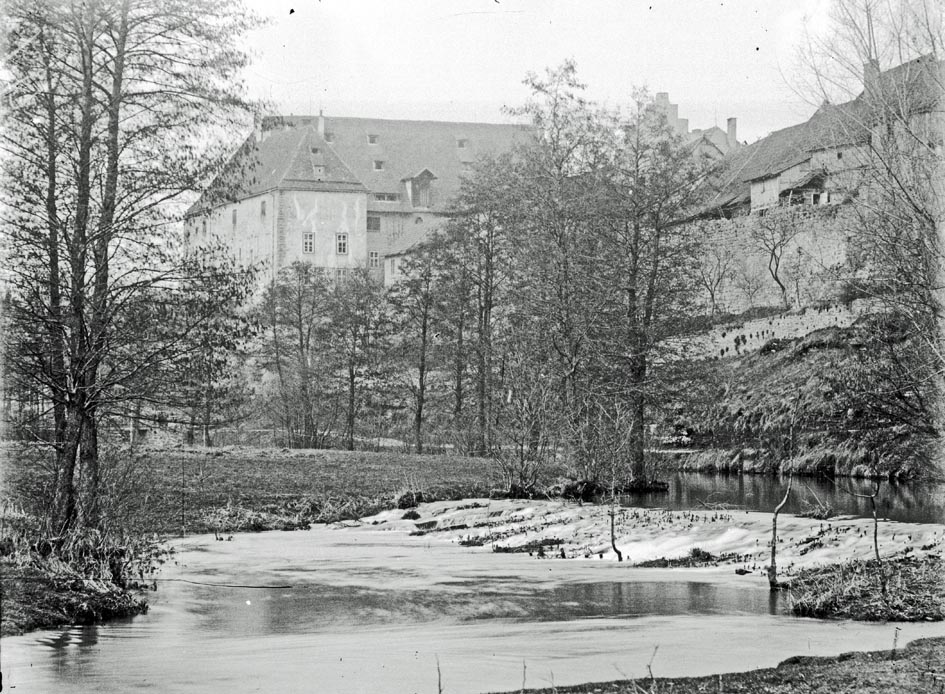
Westseite der Stadtmauer fotografiert von Anton Tretter um 1900

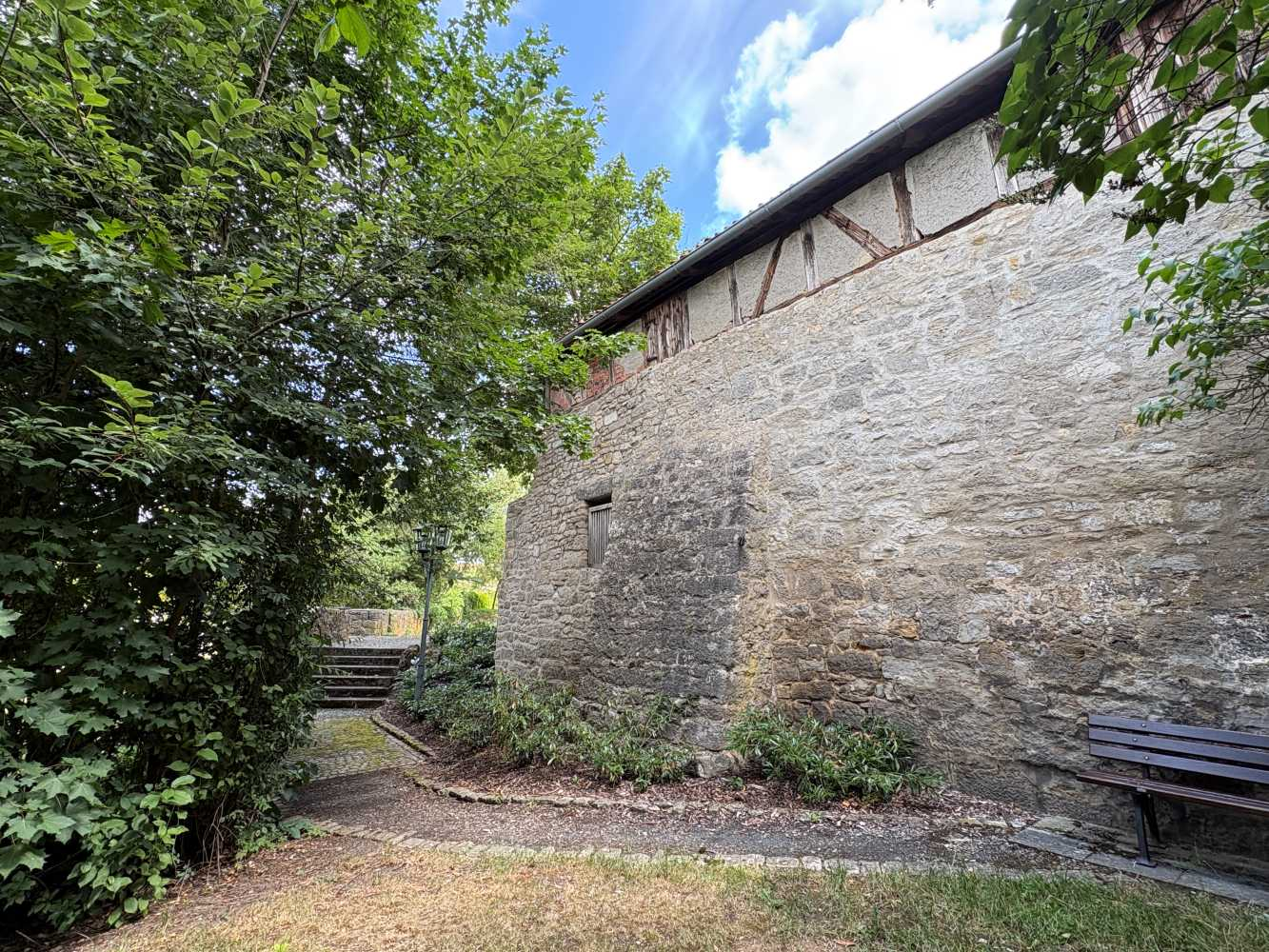
Reste des Wehrgangs im Bereich des Fronhofes

Der erste Beleg für eine Stadtmauer um Mellrichstadt ist ein Stadtsiegel aus dem Jahr 1273. Auf diesem wird die Stadt mit Mauer und Türmen gezeigt. Eine Stadtordnung des Jahres 1521 regelt die genaueren Pflichten der Bürger für die Stadtmauer. Weitere Planungen wurden unter Fürstbischof Julius Echter 1608 umgesetzt. Ab dem 19. Jahrhundert begann der Abriss von Teilen der Stadtmauer im Osten der Stadt, weil sich dort neue Stadtgebiete entwickelten, in denen insbesondere die heutigen Schulen und der Bahnhof angesiedelt wurden. Die ursprüngliche Höhe der Stadtmauer wird im Bereich des Fronhofes deutlich, wo Reste an Gebäuden (z. B. Fronhof 27) und der Wehrgang erhalten geblieben sind.